# Max Eisikovits
Mihai Max Eisikovits, în maghiară Mihály Miksa Eisikovits, (n. 8 octombrie 1908, Blaj, Austro-Ungaria – d. 13 ianuarie 1983, Cluj-Napoca, România) a fost un compozitor, muzicolog, profesor evreu din Transilvania, culegător și exeget de folclor idiș, din România.
A urmat studiile muzicale la Conservatorul din Cluj (1928-1933) cu Marțian Negrea (armonie, contrapunct, compoziție), Gheorghe Ciolac (pian), Augustin Bena (dirijat coral) și George Simonis (istoria muzicii). A urmat în paralel și Facultatea de Drept din Cluj, unde a obținut doctoratul (1933), dar nu profesat ca avocat.
Între anii 1948-1949, Max Eisikovits a fost director al Operei Maghiare de Stat din Cluj.

## Biografie
Înainte de 1948 a fost profesor la Liceul Israelit din Timișoara, până la desființarea acestuia. La Timișoara l-a avut ca elev pe viitorul compozitor György Kurtág. După îndepărtarea sa de la conducerea Operei Maghiare din Cluj, Max Eisikovits a fost profesor de armonie și contrapunct la Conservatorul din Cluj. La Cluj i-a avut drept elevi, între alții, pe viitorii profesori Ferdinand Weiss și Dan Voiculescu.
În 1957, Max Eisikovits a fost decorat cu Premiul de Stat al Republicii Populare Române. În 1977, Max Eisikovits a fost decorat cu  Premiul Uniunii Compozitorilor și Muzicologilor.

## Scrieri
- Polifonia vocală a Renașterii. Stilul palestrinian, Editura Muzicală, București, 1966;
- Polifonia barocului, Editura Muzicală, București, 1980;
- Moshe Carmilly-Weinberger, Songs of the Martyrs. Hassidic Melodies of Maramures, Sepher-Hermon Press, New York, 1980.
- Unele elemente și aspecte moderne anticipate în creația lui Gesualdo di Venosa, în „Lucrări muzicologice”, supliment nr. 3, Cluj Napoca,1956
- Elemente ale limbajului muzical baehian în lumina muzicii din prima parte a secolului XX, în „Lucrări muzicologice”, Cluj Napoca, nr. 2, 1966
- Contribuții la studiul tratării disonanței în creația lui J.S. Bach, în „Lucrări muzicologice” nr. 4,Cluj Napoca, 1968• Polifonia barocului, vol. I, Cluj Napoca, litografia Conservatorului, 1969; idem București, 1973 (Stilul baehian)
- Contribuții la geneza unor elemente de stil ale creației lui Bela Bartok, în „Muzica” nr. 9,București, 1975
- Introducere în polifonia vocală a secolului XX, București, 1976.

## Legătură externă
- Max Eisikovits mi-a fost profesor de muzică